# Eurospin Torres 2007-2008
Questa voce raccoglie le informazioni riguardanti l'Eurospin Torres nelle competizioni ufficiali della stagione 2007-2008.

## Divise e sponsor
La tenuta della squadra ripropone lo schema già utilizzato precedentemente, la prima con maglia arancione con motivi grafici neri, abbinata a calzoncini neri e calzettoni neri o bianchi, la seconda completamente bianca tranne i motivi grafici presenti sulla maglia della prima tenuta ma in rosso, e la terza .... In evidenza sulla maglia la presenza dello simbolo societario e del logo dello sponsor principale, la catena di supermercati hard discount Eurospin. Il fornitore delle tenute era Sportika.
| 1ª divisa |  | 2ª divisa |  | 3ª divisa |

## Organigramma societario
Tratto dal sito Football.it.
Area amministrativa
- Presidente: Leonardo Marras
- Consigliere: Graziano Nonne
- Segretario Generale: Paolo Desortes

Area tecnica
- Allenatore: Salvatore "Tore" Arca
- Allenatore in seconda: Michele Pintauro
- Collaboratore tecnico: Monica Placchi
- Massaggiatore: Marco Angius

## Rosa
Rosa e ruoli tratti dal sito Football.it.
| N. |                   | Ruolo | Calciatrice       |
| -- | ----------------- | ----- | ----------------- |
|    | Italia (bandiera) | P     | Sara Penzo        |
|    | Italia (bandiera) | P     | Tatiana Winkler   |
|    | Italia (bandiera) | D     | Martina Cortesi   |
|    | Italia (bandiera) | D     | Luisa Marchio     |
|    | Italia (bandiera) | D     | Giulia Perelli    |
|    | Italia (bandiera) | D     | Roberta Razzoli   |
|    | Italia (bandiera) | D     | Francesca Soro    |
|    | Italia (bandiera) | D     | Elisabetta Tona   |
|    | Italia (bandiera) | D     | Valentina Valenti |

| N. |                   | Ruolo | Calciatrice         |
| -- | ----------------- | ----- | ------------------- |
|    | Italia (bandiera) | C     | Manuela Coluccini   |
|    | Italia (bandiera) | C     | Diletta Crespi      |
|    | Italia (bandiera) | C     | Giulia Domenichetti |
|    | Italia (bandiera) | C     | Tamara Pintus       |
|    | Italia (bandiera) | C     | Rossella Sardu      |
|    | Italia (bandiera) | A     | Pamela Conti        |
|    | Italia (bandiera) | A     | Silvia Fuselli      |
|    | Italia (bandiera) | A     | Sandy Iannella      |
|    | Italia (bandiera) | A     | Anna Mattu          |

## Calciomercato

### Sessione estiva
| Acquisti | Acquisti       | Acquisti  | Acquisti   |
| R.       | Nome           | da        | Modalità   |
| -------- | -------------- | --------- | ---------- |
| P        | Sara Penzo     | Gordige   | prestito   |
| D        | Giulia Perelli | ACF Milan | definitivo |
| A        | Silvia Fuselli | Torino    | definitivo |

| Cessioni | Cessioni | Cessioni | Cessioni |
| R.       | Nome     | a        | Modalità |
| -------- | -------- | -------- | -------- |
|          |          |          |          |

## Risultati

### Serie A

#### Girone di andata
| Arbitro: | Marco Addis (Olbia) |

|                   |           |  |
| Pintus 33’ (rig.) | Marcatori |  |

| Arbitro: | Luca Zanette (Conegliano) |

|              |           |                             |
| Degrassi 38’ | Marcatori | 45’ Domenichetti 52’ Pintus |

| Arbitro: | Alberto Zou (Ozieri) |

|                                         |           |  |
| Tona 16’ (rig.) Fuselli 52’ Cortesi 69’ | Marcatori |  |

| Arbitro: | Antonio Pinzone Vecchio (Genova) |

|                |           |                           |
| Sansonetti 18’ | Marcatori | 60’ (rig.) Tona 90’ Conti |

| Arbitro: | Marco Addis (Olbia) |

|             |           |  |
| Cortesi 63’ | Marcatori |  |

| Arbitro: | Andrea Tardino (Milano) |

|           |           |                            |
| Zorri 21’ | Marcatori | 60’ Conti 87’ Domenichetti |

| Arbitro: | Marco Fadda (Cagliari) |

|                         |           |            |
| Fuselli 50’ Perelli 65’ | Marcatori | 8’ Brumana |

| Arbitro: | Massimo Molinaroli (Verona) |

|                   |           |              |
| Sabatino 15’, 65’ | Marcatori | 14’ Iannella |

| Arbitro: | Marco Addis (Olbia) |

|                  |           |               |
| Conti 42’ (rig.) | Marcatori | 75’ Cammarata |

| Arbitro: | Gianluca Romano (Cagliari) |

|             |           |                                                            |
| Perelli 41’ | Marcatori | 10’, 26’ Vicchiarello 29’, 33’, 57’ Panico 52’ (rig.) Boni |

| Arbitro: | Brigandì (Genova) |

|            |           |                      |
| Tonani 18’ | Marcatori | 6’ Fuselli 48’ Conti |

#### Girone di ritorno
| Arbitro: | Matteo Milani (Verona) |

|  |           |                               |
|  | Marcatori | 19’, 62’ Fuselli 58’ Iannella |

| Arbitro: | Riccardo Chirigu (Carbonia) |

|                                                         |           |  |
| Sardu 40’ Iannella 47’, 67’ Pintus 50’ Fuselli 62’, 69’ | Marcatori |  |

| Arbitro: | Paola Culicelli (Ostia) |

|  |           |              |
|  | Marcatori | 19’ Iannella |

| Arbitro: | Marco Addis (Olbia) |

|                              |           |                         |
| Fuselli 50’ Domenichetti 87’ | Marcatori | 10’ Paliotti 90’ D'Adda |

| Arbitro: | Simone Spolaore (Torino) |

|  |           |               |
|  | Marcatori | 7’, 59’ Conti |

| Arbitro: | Marco Addis (Olbia) |

|                       |           |  |
| Conti 12’ Fuselli 26’ | Marcatori |  |

| Arbitro: | Giovanni Baccini (Conegliano) |

|                    |           |             |
| Mauro 5’ Turra 61’ | Marcatori | 38’ Perelli |

| Arbitro: | Roberto Croce (Alghero) |

|                                                 |           |  |
| Fuselli 17’, 55’ Conti 19’ Sardu 78’ Pintus 85’ | Marcatori |  |

| Arbitro: | Gianluca Bellero (Casale Monferrato) |

|  |           |                                  |
|  | Marcatori | 3’ Pintus 16’ Fuselli 42’ Crespi |

| Arbitro: | Massimo Pasolini (Brescia) |

|                                      |           |           |
| Tuttino 7’ Panico 38’ Gabbiadini 54’ | Marcatori | 17’ Conti |

| Arbitro: | Izzo (Alghero) |

|                        |           |                             |
| Fuselli 14’ Pintus 47’ | Marcatori | 9’ De Vincenzo 16’ Piccinno |

### Coppa Italia

#### Primo turno
Girone Q
| Arbitro: | Marco Addis (Olbia) |

|  |           |                                                             |
|  | Marcatori | 20’ Tona 37’, 50’, 60’, 67’ Fuselli 45’ Coluccini 61’ Mattu |

| Codrongianos 29 settembre 2007, ore 15:00 CEST Ritorno | Eurospin Torres | 6 – 0 | Olbia | Stadio comunale (sintetico) |

#### Ottavi di finale
| Arbitro: | Pier Luigi De Rubeis (L'Aquila) |

|            |           |                      |
| Parejo 76’ | Marcatori | 6’, 23’, 31’ Fuselli |

| Codrongianos 25 aprile 2008, ore 15:00 CEST Ritorno | Torres    | 0 – 1      | Roma CF | Stadio comunale (sintetico) |
| \| \| \| \| \| \| Marcatori \| 79’ Bischi \|        |           |            |         |                             |
|                                                     |           |            |         |                             |
|                                                     | Marcatori | 79’ Bischi |         |                             |

#### Quarti di finale
| Pianura 1º maggio 2008, ore 15:00 CEST Andata                                                   | Napoli    | 0 – 8                                                         | Torres | Campo Simpatia |
| \| \| \| \| \| \| Marcatori \| 20’, 34’, 70’, 77’ Fuselli 25’, 49’ Iannella 40’, 80’ Valenti \| |           |                                                               |        |                |
|                                                                                                 |           |                                                               |        |                |
|                                                                                                 | Marcatori | 20’, 34’, 70’, 77’ Fuselli 25’, 49’ Iannella 40’, 80’ Valenti |        |                |

| Codrongianos 10 maggio 2008, ore 15:00 CEST Ritorno | Torres | 3 – 0 (a tav.) | Napoli | Stadio comunale (sintetico) |

#### Semifinali
| Arbitro: | Nicola Storace (Novi Ligure) |

|             |           |                         |
| Bonetti 15’ | Marcatori | 60’ Iannella 78’ Pintus |

| Codrongianos 31 maggio 2008, ore 15:00 CEST Ritorno | Torres | 3 – 0 (a tav.) referto | Riozzese | Stadio comunale (sintetico) |

#### Finale
| Arbitro: | Andrea Ceol (Merano) |

|                                |           |                        |
| Boni 21’, 58’ Vicchiarello 75’ | Marcatori | 8’ Perelli 63’ Fuselli |

| Arbitro: | Roland Topulli (Milano) |

|              |           |  |
| Iannella 24’ | Marcatori |  |

## Statistiche

### Statistiche di squadra
| Competizione | Punti | In casa | In casa | In casa | In casa | In casa | In casa | In trasferta | In trasferta | In trasferta | In trasferta | In trasferta | In trasferta | Totale | Totale | Totale | Totale | Totale | Totale | DR  |
| Competizione | Punti | G       | V       | N       | P       | Gf      | Gs      | G            | V            | N            | P            | Gf           | Gs           | G      | V      | N      | P      | Gf     | Gs     | DR  |
| ------------ | ----- | ------- | ------- | ------- | ------- | ------- | ------- | ------------ | ------------ | ------------ | ------------ | ------------ | ------------ | ------ | ------ | ------ | ------ | ------ | ------ | --- |
| Serie A      | 48    | 11      | 7       | 3       | 1       | 26      | 12      | 11           | 8            | 0            | 3            | 20           | 11           | 22     | 15     | 3      | 4      | 46     | 23     | +23 |
| Coppa Italia | -     | 5       | 4       | 0       | 1       | -       | -       | 5            | 4            | 0            | 1            | 22           | 5            | -      | -      | -      | -      | -      | -      | -   |
| Totale       | -     | -       | -       | -       | -       | -       | -       | -            | -            | -            | -            | -            | -            | -      | -      | -      | -      | -      | -      | -   |

### Statistiche delle giocatori
| Giocatore       | Serie A  | Serie A | Serie A     | Serie A    | Coppa Italia | Coppa Italia | Coppa Italia | Coppa Italia | Totale   | Totale | Totale      | Totale     |
| Giocatore       | Presenze | Reti    | Ammonizioni | Espulsioni | Presenze     | Reti         | Ammonizioni  | Espulsioni   | Presenze | Reti   | Ammonizioni | Espulsioni |
| --------------- | -------- | ------- | ----------- | ---------- | ------------ | ------------ | ------------ | ------------ | -------- | ------ | ----------- | ---------- |
| M. Coluccini    | 16       | 0       | 3           | 2          | ?            | ?            | ?            | ?            | 16+      | 0+     | 3+          | 2+         |
| P. Conti        | 18       | 9       | 3           | 0          | ?            | ?            | ?            | ?            | 18+      | 9+     | 3+          | 0+         |
| M. Cortesi      | 21       | 2       | 2           | 0          | ?            | ?            | ?            | ?            | 21+      | 2+     | 2+          | 0+         |
| D. Crespi       | 21       | 1       | 1           | 0          | ?            | ?            | ?            | ?            | 21+      | 1+     | 1+          | 0+         |
| G. Domenichetti | 21       | 3       | 5           | 0          | ?            | ?            | ?            | ?            | 21+      | 3+     | 5+          | 0+         |
| S. Fuselli      | 21       | 13      | 3           | 0          | ?            | ?            | ?            | ?            | 21+      | 13+    | 3+          | 0+         |
| S. Iannella     | 19       | 5       | 1           | 0          | ?            | ?            | ?            | ?            | 19+      | 5+     | 1+          | 0+         |
| L. Marchio      | 18       | 0       | 1           | 0          | ?            | ?            | ?            | ?            | 18+      | 0+     | 1+          | 0+         |
| A. Mattu        | 9        | 0       | 0           | 0          | ?            | ?            | ?            | ?            | 9+       | 0+     | 0+          | 0+         |
| S. Penzo        | 21       | -19     | 0           | 0          | ?            | ?            | ?            | ?            | 21+      | -19+   | 0+          | 0+         |
| G. Perelli      | 22       | 3       | 0           | 0          | ?            | ?            | ?            | ?            | 22+      | 3+     | 0+          | 0+         |
| T. Pintus       | 18       | 6       | 3           | 0          | ?            | ?            | ?            | ?            | 18+      | 6+     | 3+          | 0+         |
| R. Razzoli      | 1        | 0       | 0           | 0          | ?            | ?            | ?            | ?            | 1+       | 0+     | 0+          | 0+         |
| R. Sardu        | 18       | 2       | 0           | 0          | ?            | ?            | ?            | ?            | 18+      | 2+     | 0+          | 0+         |
| F. Soro         | 10       | ?       | 0           | 0          | ?            | ?            | ?            | ?            | 10+      | ?      | 0+          | 0+         |
| E. Tona         | 15       | 2       | 0           | 0          | ?            | ?            | ?            | ?            | 15+      | 2+     | 0+          | 0+         |
| V. Valenti      | 20       | 0       | 2           | 0          | ?            | ?            | ?            | ?            | 20+      | 0+     | 2+          | 0+         |
| T. Winkler      | 2        | -4      | 0           | 0          | ?            | ?            | ?            | ?            | 2+       | -4+    | 0+          | 0+         |